# Rivière D'Alembert
Pour les articles homonymes, voir D'Alembert.
La rivière D'Alembert est un affluent du lac Duparquet, coulant dans le territoire de la ville de Rouyn-Noranda et de Duparquet (MRC Abitibi-Ouest), dans la région administrative de l’Abitibi-Témiscamingue, au Québec, au Canada.
La rivière D'Alembert coule entièrement en territoire forestier. La foresterie constitue la principale activité économique de ce bassin versant ; les activités récréotouristiques, en second. La partie supérieure de la rivière est desservie par la route 101.
Annuellement, la surface de la rivière est habituellement gelée de la mi-novembre à la mi-avril, toutefois la circulation sécuritaire sur la glace se fait généralement de la mi-décembre à la fin mars.

## Géographie
La rivière D'Alembert prend sa source à l’embouchure du lac D'Alembert (longueur : 3,8 m ; largeur : 1,4 m ; altitude : 294 m) dans le territoire de la ville de Rouyn-Noranda. Ce lac situé du côté sud-ouest des Collines Mamac s’alimente de ruisseaux environnants
Les principaux bassins versants voisins de la rivière D'Alembert sont :
- côté nord : lac Dufresnoy, ruisseau Lépine, rivière Dufresnoy ;
- côté est : lac Dufresnoy, rivière Dufresnoy, rivière Bassignac, rivière Kinojévis ;
- côté sud : ruisseau Vauze, lac Duprat, rivière Duprat, lac Dufault ;
- côté ouest : lac Duparquet, rivière Mouilleuse, rivière Kanasuta.

À partir de sa source, la rivière D'Alembert coule sur 21,4 km selon les segments suivants :
- 2,4 km vers le nord-ouest, puis l'ouest jusqu’à la route 101 ;
- 10,2 km vers le nord-ouest jusqu’à un ruisseau (venant de l’est) ;
- 2,8 km vers le nord-ouest jusqu’à un ruisseau (venant du sud-est) ;
- 6,0 km vers le nord-ouest en serpentant et en traversant une zone de marais en fin de segment, jusqu’à son embouchure[3].

L’embouchure de la rivière D'Alembert est localisée à :
- 9,1 km au sud-est de l’embouchure du lac Duparquet ;
- 19,2 km au sud-est de l’embouchure de la rivière Duparquet qui se déverse dans le Lac Abitibi ;
- 22,6 km à l'est de la frontière de l’Ontario ;
- 78,3 km au sud-est de l’embouchure du lac Abitibi (en Ontario) ;
- 29,1 km au nord-ouest du centre-ville de Rouyn-Noranda.

La rivière D'Alembert se décharge sur la rive sud-est de la baie de la D’Alembert, sur la rive est du lac Duparquet, soit près de l’embouchure de la rivière Lanaudière. De là, le courant traverse le lac Duparquet sur 9,6 km vers le nord en contournant plusieurs îles dont l’île aux Pins. À l’embouchure du lac Duparquet, le courant prend le cours de la rivière Duparquet laquelle se déverse sur la rive sud du lac Abitibi. Puis le courant emprunte le cours de la rivière Abitibi, puis de la rivière Moose.

## Toponymie
Le toponyme rivière D'Alembert a été officialisé le 5 décembre 1968 à la Commission de toponymie du Québec, soit lors de la création de cette commission.